# 12016 Green
12016 Green è un asteroide della fascia principale. Scoperto nel 1996, presenta un'orbita caratterizzata da un semiasse maggiore pari a 2,4357275 UA e da un'eccentricità di 0,1925539, inclinata di 6,71787° rispetto all'eclittica.